# 135kHz帯
135kHz帯（135キロヘルツたい）とは、アマチュア無線の周波数帯（アマチュアバンド）の一つであり、最も周波数が低い（波長が長い）周波数帯である。その波長から2200メートル帯(2200-meter band)ともいう。
2007年の世界無線通信会議(WRC-07)でアマチュア業務に割り当てられた。全てのITU地域で二次業務として割り当てられており、実効輻射電力が最大1ワットに制限されている。135kHz帯はアマチュアバンドで唯一長波(LF)に属し、長波放送帯域のすぐ下の領域にある。

## 歴史
2007年11月9日、ジュネーブで開かれた国際電気通信連合(ITU)の2007年世界無線通信会議(WRC-07)において、アマチュア業務に対し135.7 - 137.8 kHzを二次業務として割り当てることに合意した。
ITUによる正式割り当て以前にも、いくつかの国でアマチュア業務に対する長波の免許がなされていた。例えば、イギリスでは、1996年から2003年にかけて、さらに低い73 kHzの使用が許可されていた。また、いくつかの国で、実験用に免許不要での使用が許可されている（LowFER）。

## 国際周波数割り当て
ヨーロッパの多くの国では、CEPT/ERC勧告62-01 E（アマチュア業務による135.7 - 137.8 kHz帯域の使用）に基づいて、アマチュア無線の使用に135.7 - 137.8 kHzの帯域を割り当てている。割り当ては二次業務として行われ、最大放射電力が1 Wに制限されている。130 – 148.5 kHz帯は海上移動業務および固定業務が一次業務として割り当てられており、その主な用途は海軍の片方向送信や無線測位システムである。

## 技術的な課題
このような低周波での伝送には特殊な機器が必要である。最大放射電力は通常1ワット（0 dBW、30 dBm）に制限されているが、実際の機器やアンテナでこれを達成することは非常に困難である。受信も、自然のまたは人為的なノイズ(QRN)や干渉(QRM)が発生するため困難である。
これらの事情から、この周波数帯では、コンピュータで生成される非常に低速のモールス符号が使用される。この伝送方式は"QRSS"と呼ばれる。これは、「モールス符号を遅くしてください」または「遅いモールス符号」を意味するQ符号の"QRS"に"slow"の"S"をつけたもので、"S"の数を2つにすることで、その遅さを強調したものである。

## 使用が許可されている国

### バンド割り当てが既知の国
- ITU第1地域
  - オーストリア
  - ベルギー[1]
  - ブルガリア
  - チェコ
  - デンマーク
  - エストニア
  - フィンランド
  - フランス[2][3]
  - ドイツ
  - ギリシャ[4]
  - ハンガリー
  - アイスランド
  - アイルランド
  - イタリア
  - リトアニア
  - オランダ
  - ノルウェー
  - ポーランド
  - ルーマニア[5]
  - ロシア
  - スペイン
  - トルコ[6]
  - ウクライナ
  - イギリス

- ITU第2地域
  - カナダ: 2009年12月にアマチュア業務に割り当てられた[7][8]。
  - 第2地域のフランスの海外県・海外領土（135.7–137.8 kHz）[3]
    - 海外県:
      - フランス領ギアナ
      - グアドループ
      - マルティニーク島

    - 海外領土:
      - サン・バルテルミー島
      - サン・マルタン
      - サンピエール島・ミクロン島

- ITU第3地域
  - オーストラリア: オーストラリア通信メディア庁（英語版）(ACMA)が2009年1月1日に発効させたオーストラリア無線周波数計画において、アマチュア業務に対する二次業務として135.7 - 137.8 kHzの割り当てがなされた[9]。
  - 日本: 2009年3月30日、135.7 - 137.8 kHzがアマチュア業務に割り当てられた[10][11]。
  - ニュージーランド: 130 - 190 kHzがアマチュア業務に割り当てられており、最大放射出力は5ワットである[12]。
  - フィリピン: 2012年8月30日、135.7 - 137.8 kHzがアマチュア業務に割り当てられた[13]。

### 実験的業務にのみ運用を認めている国
- アメリカ合衆国:

連邦通信委員会(FCC)は、許可を受けたアマチュア無線家がパート5の実験用ライセンスを申請することを認めている。